# Siswa Bazar
Siswa Bazar es un pueblo y nagar Panchayat situado en el distrito de Maharajganj en el estado de Uttar Pradesh (India). Su población es de 20963 habitantes (2011). 

## Demografía
Según el censo de 2011 la población de Siswa Bazar era de 20963 habitantes, de los cuales 10840 eran hombres y 10123 eran mujeres. Siswa Bazar tiene una tasa media de alfabetización del 78,37%, superior a la media estatal del 67,68%: la alfabetización masculina es del 85,21%, y la alfabetización femenina del 71%.